# Lilium wardii
Lilium wardii är en liljeväxtart som beskrevs av Otto Stapf och F.C.Stern. Lilium wardii ingår i släktet liljor, och familjen liljeväxter. Inga underarter finns listade.